# Kabinetsherschikkingen tijdens het militaire regime in Suriname

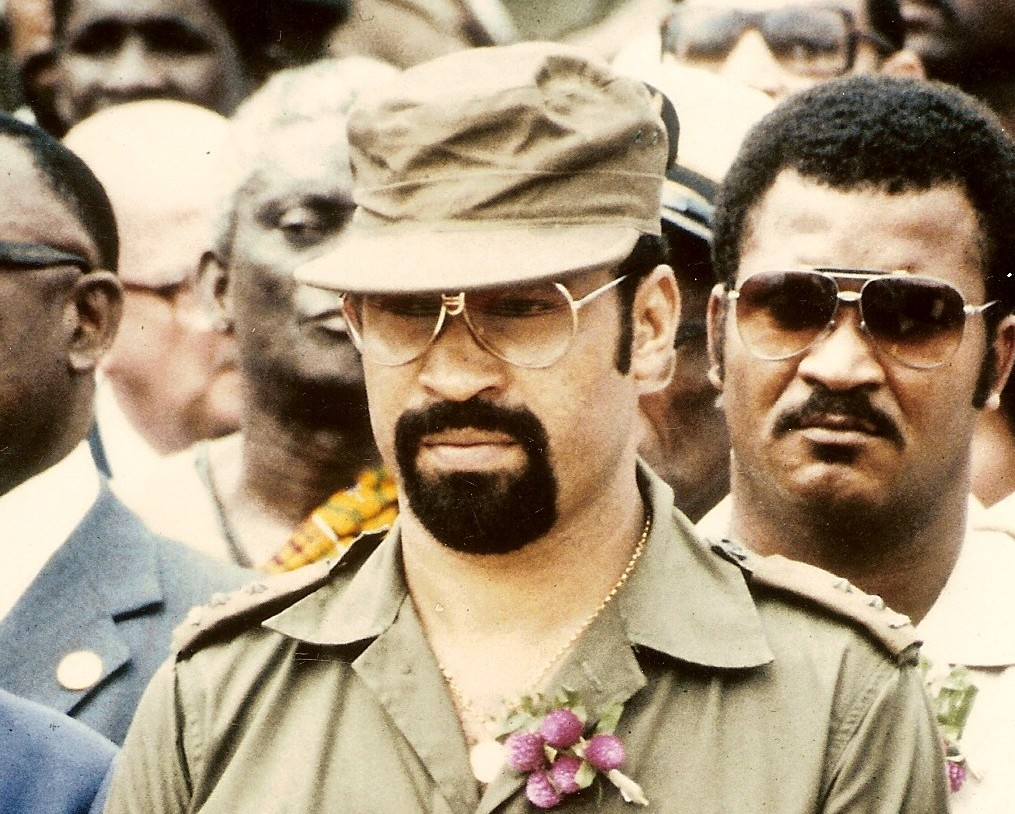
Legerleider Bouterse

De kabinetsherschikkingen tijdens het militaire regime in Suriname verwijzen naar de wisselingen van regeringsleiders en ministers van 1980 tot 1988. In deze periode werd Suriname bestuurd door militairen onder leiding van Desi Bouterse en werden er geen democratische verkiezingen gehouden.

## Kabinetten
Tijdens het militaire regime was er gemiddeld elk jaar een nieuw kabinet. Bij elkaar zijn er acht kabinetten geweest.
| Kabinet       | President          | Premier             | Periode   |
| ------------- | ------------------ | ------------------- | --------- |
| Chin A Sen I  | Henk Chin A Sen    | Henk Chin A Sen     | 1980-1981 |
| Chin A Sen II | Henk Chin A Sen    | Henk Chin A Sen     | 1980-1982 |
| Neijhorst     | Fred Ramdat Misier | Henry Neijhorst     | 1982-1983 |
| Alibux        | Fred Ramdat Misier | Errol Alibux        | 1983-1984 |
| Udenhout I    | Fred Ramdat Misier | Wim Udenhout        | 1984-1985 |
| Udenhout II   | Fred Ramdat Misier | Wim Udenhout        | 1985-1986 |
| Radhakishun   | Fred Ramdat Misier | Pretaap Radhakishun | 1986-1987 |
| Wijdenbosch I | Fred Ramdat Misier | Jules Wijdenbosch   | 1987-1988 |
|               |                    |                     |           |
| Shankar       | Ramsewak Shankar   | Henck Arron         | 1990-1991 |

## Ministers per portefeuille

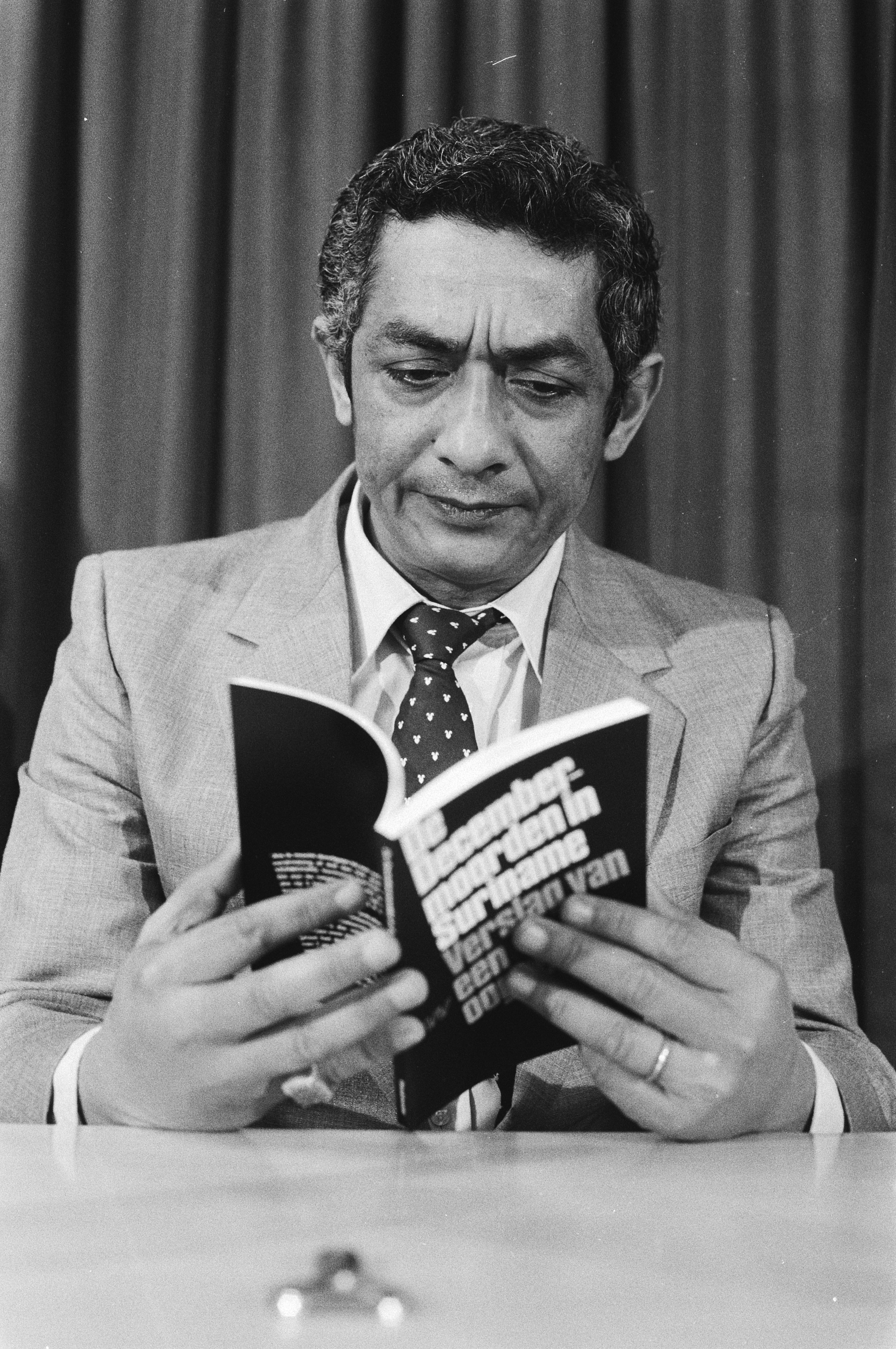
Henk Chin A Sen, de premier van de eerste twee kabinetten, bij de presentatie van het boek De Decembermoorden in Suriname, 16 mei 1983

Hieronder staat een lijst van ministers per portefeuille. De portefeuille voor Ontwikkelingsbeleid kwam na één kabinet te vervallen.
Soms veranderde een ministerie van naam, maar werd er niet met portefeuilles geschoven. Een voorbeeld hiervan is:
- Ministerie van Openbare werken en Verkeer
- Ministerie van Openbare Werken, Telecommunicatie en Bouwnijverheid

Sommige portefeuilles wisselden tussen verschillende ministeries. Hier onder staan voorbeelden:
- Portefeuilles voor Onderwijs, Wetenschappen, Cultuur, Jeugd, Sport en Voorlichting
  - Ministerie van Onderwijs
  - Ministerie van Onderwijs en Wetenschappen
  - Ministerie van Onderwijs, Wetenschappen en Cultuur
  - Ministerie van Cultuur en Jeugd
  - Ministerie van Cultuur, Jeugd, Sport en Voorlichting
  - Ministerie van Sport- en Jeugdzaken
- Portefeuilles voor Arbeid, Sociale Zaken en Volkshuisvesting
  - Ministerie van Arbeid
  - Ministerie van Sociale Zaken
  - Ministerie van Arbeid en Volkshuisvesting
  - Ministerie van Sociale Zaken en Volkshuisvesting

### Lijst
Vooral onder Henk Chin A Sen vonden er meerdere herschikkingen binnen één kabinet plaats.
Toen in 1984 het bedrijfsleven en vakbonden toetraden tot de kabinetten, werd het terugroeprecht ingevoerd. Hierdoor eindigde willekeurige verplaatsing van personen door het regime en behielden sommige ministers hun portefeuille tijdens achtereenvolgende kabinetten. Dit had qua bezetting een stabiel effect op de twee kabinetten van Wim Udenhout.
| Portefeuille                       | Minister                 | Van  | Tot  |
| ---------------------------------- | ------------------------ | ---- | ---- |
| Algemene Zaken                     | Henk Chin A Sen          | 1980 | 1982 |
| Algemene Zaken                     | Henry Neijhorst          | 1982 | 1983 |
| Algemene Zaken                     | Errol Alibux             | 1983 | 1984 |
| Algemene Zaken                     | Wim Udenhout             | 1984 | 1986 |
| Algemene Zaken                     | Pretaap Radhakishun      | 1986 | 1987 |
| Algemene Zaken                     | Jules Wijdenbosch        | 1987 | 1988 |
| Arbeid                             | Henk Illes               | 1980 | 1981 |
| Arbeid                             | Errol Alibux             | 1981 | 1982 |
| Arbeid                             | Glenn Sankatsing         | 1982 | 1983 |
| Arbeid                             | Harold Bharos            | 1983 | 1984 |
| Arbeid                             | Edmund Dankerlui         | 1984 | 1985 |
| Arbeid                             | André Koornaar           | 1985 | 1988 |
| Binnenlandse Zaken                 | Frank Leeflang           | 1980 | 1985 |
| Binnenlandse Zaken                 | Jules Wijdenbosch        | 1985 | 1988 |
| Bosbouw                            | Albert van Dijk          | 1980 | 1981 |
| Bosbouw                            | Franklin Vreden          | 1981 | 1984 |
| Bosbouw                            | Erik Tjon Kie Sim        | 1984 | 1985 |
| Bosbouw                            | Imro Fong Poen           | 1985 | 1986 |
| Bosbouw                            | Kenneth Koole            | 1985 | 1986 |
| Buitenlandse Zaken                 | Henk Chin A Sen          | 1980 | 1980 |
| Buitenlandse Zaken                 | André Haakmat            | 1980 | 1981 |
| Buitenlandse Zaken                 | Harvey Naarendorp        | 1981 | 1983 |
| Buitenlandse Zaken                 | Errol Alibux             | 1983 | 1984 |
| Buitenlandse Zaken                 | Wim Udenhout             | 1984 | 1985 |
| Buitenlandse Zaken                 | Erik Tjon Kie Sim        | 1985 | 1986 |
| Buitenlandse Zaken                 | Henk Herrenberg          | 1986 | 1987 |
| Buitenlandse Zaken                 | Jules Wijdenbosch        | 1987 | 1987 |
| Buitenlandse Zaken                 | Henk Heidweiller         | 1987 | 1988 |
| Cultuur                            | André Kamperveen         | 1980 | 1982 |
| Cultuur                            | John Hardjoprajitno      | 1982 | 1983 |
| Cultuur                            | Badrissein Sital         | 1983 | 1984 |
| Cultuur                            | Allan Li Fo Sjoe         | 1984 | 1987 |
| Economische Zaken                  | Enrico Abrahams          | 1980 | 1980 |
| Economische Zaken                  | Henry Neijhorst          | 1980 | 1981 |
| Economische Zaken                  | Marcel Chehin            | 1980 | 1981 |
| Economische Zaken                  | Imro Fong Poen           | 1981 | 1982 |
| Financiën                          | Henry Neijhorst          | 1980 | 1980 |
| Financiën                          | Marcel Chehin            | 1980 | 1981 |
| Financiën                          | André Telting            | 1981 | 1982 |
| Financiën                          | Henry Neijhorst          | 1982 | 1983 |
| Financiën                          | Winston Caldeira         | 1983 | 1984 |
| Financiën                          | Marcel Chehin            | 1984 | 1985 |
| Financiën                          | Normann Kleine           | 1985 | 1986 |
| Financiën                          | Subhas Mungra            | 1986 | 1988 |
| Jeugd                              | André Kamperveen         | 1980 | 1982 |
| Jeugd                              | John Hardjoprajitno      | 1982 | 1983 |
| Jeugd                              | Badrissein Sital         | 1983 | 1984 |
| Jeugd                              | Orlando van Amson        | 1986 | 1988 |
| Justitie                           | René Reeder              | 1980 | 1980 |
| Justitie                           | André Haakmat            | 1980 | 1981 |
| Justitie                           | Harvey Naarendorp        | 1981 | 1982 |
| Justitie                           | Frank Leeflang           | 1982 | 1984 |
| Justitie                           | Jules Wijdenbosch        | 1987 | 1988 |
| Justitie                           | Siegfried Gilds          | 1987 | 1988 |
| Landbouw, Veeteelt en Visserij     | Albert van Dijk          | 1980 | 1981 |
| Landbouw, Veeteelt en Visserij     | Franklin Vreden          | 1981 | 1982 |
| Landbouw, Veeteelt en Visserij     | Jan Sariman              | 1982 | 1983 |
| Landbouw, Veeteelt en Visserij     | Franklin Vreden          | 1983 | 1984 |
| Landbouw, Veeteelt en Visserij     | Imro Fong Poen           | 1984 | 1986 |
| Landbouw, Veeteelt en Visserij     | Cornelis Ardjosemito     | 1986 | 1988 |
| Leger en Politie                   | Michel van Rey           | 1980 | 1980 |
| Leger en Politie                   | Edy Ruimveld             | 1980 | 1981 |
| Leger en Politie                   | André Haakmat            | 1980 | 1981 |
| Leger en Politie                   | Laurens Neede            | 1981 | 1982 |
| Leger en Politie                   | Iwan Graanoogst          | 1982 | 1983 |
| Leger en Politie                   | Wilfred Maynard          | 1983 | 1988 |
| Natuurlijke Hulpbronnen en Energie | Erik Tjon Kie Sim        | 1982 | 1985 |
| Natuurlijke Hulpbronnen en Energie | Kenneth Koole            | 1985 | 1986 |
| Natuurlijke Hulpbronnen en Energie | Harry Kensmil            | 1986 | 1988 |
| Onderwijs                          | Harold Rusland           | 1980 | 1983 |
| Onderwijs                          | Glenn Sankatsing         | 1983 | 1984 |
| Onderwijs                          | Allan Li Fo Sjoe         | 1984 | 1988 |
| Opbouw                             | Herman Adhin             | 1980 | 1981 |
| Opbouw                             | Henk Dahlberg            | 1981 | 1982 |
| Openbare Werken                    | Nazier Ataoellah         | 1980 | 1983 |
| Openbare Werken                    | Willy Chin Joe           | 1983 | 1984 |
| Openbare Werken                    | Jainoel Abdul            | 1984 | 1985 |
| Openbare Werken                    | Erik Tjon Kie Sim        | 1985 | 1986 |
| Openbare Werken                    | Wilhelm Wolfram          | 1986 | 1988 |
| Planning                           | Henry Neijhorst          | 1980 | 1980 |
| Planning                           | Armand Zunder            | 1980 | 1980 |
| Planning                           | x                        | 1980 | 1981 |
| Planning                           | Henry Neijhorst          | 1982 | 1983 |
| Planning                           | Winston Caldeira         | 1983 | 1984 |
| Planning                           | Marcel Chehin            | 1984 | 1985 |
| Planning                           | Normann Kleine           | 1985 | 1986 |
| Planning                           | Subhas Mungra            | 1986 | 1988 |
| Sociale Zaken                      | André Kamperveen         | 1980 | 1980 |
| Sociale Zaken                      | Toekiman Wongsodikromo   | 1980 | 1981 |
| Sociale Zaken                      | Siegmien Power-Staphorst | 1980 | 1980 |
| Sociale Zaken                      | Errol Alibux             | 1980 | 1982 |
| Sociale Zaken                      | Glenn Sankatsing         | 1982 | 1983 |
| Sociale Zaken                      | Harold Bharos            | 1983 | 1984 |
| Sociale Zaken                      | Siegfried Gilds          | 1984 | 1986 |
| Sociale Zaken                      | Ewald Grep               | 1986 | 1988 |
| Transport, Handel en Industrie     | Imro Fong Poen           | 1982 | 1986 |
| Transport, Handel en Industrie     | Wim de Miranda           | 1986 | 1987 |
| Transport, Handel en Industrie     | René Reeder              | 1987 | 1988 |
| Volksgezondheid                    | Jack Tjon Tjin Joe       | 1980 | 1980 |
| Volksgezondheid                    | Henk Illes               | 1980 | 1981 |
| Volksgezondheid                    | Badrissein Sital         | 1981 | 1983 |
| Volksgezondheid                    | Lothar Boksteen          | 1983 | 1984 |
| Volksgezondheid                    | Robert van Trikt         | 1984 | 1986 |
| Volksgezondheid                    | Arti Jessurun            | 1986 | 1987 |
| Volksgezondheid                    | Henk Alimahomed          | 1987 | 1988 |
| Volkshuisvesting                   | Henk Illes               | 1980 | 1980 |
| Volkshuisvesting                   | Siegmien Power-Staphorst | 1980 | 1980 |
| Volkshuisvesting                   | Errol Alibux             | 1980 | 1982 |
| Volkshuisvesting                   | Siegfried Gilds          | 1984 | 1986 |
| Volkshuisvesting                   | Ewald Grep               | 1986 | 1988 |
| Volksmobilisatie                   | Badrissein Sital         | 1983 | 1984 |
| Volksmobilisatie                   | Jules Wijdenbosch        | 1985 | 1988 |